# Parastrellus hesperus
Parastrellus hesperus é uma espécie de morcego da família Vespertilionidae. Pode ser encontrada nos Estados Unidos da América e México. É a única espécie do gênero Parastrellus.